# Athyrium supraspinescens
Athyrium supraspinescens là một loài thực vật có mạch trong họ Woodsiaceae. Loài này được C. Chr. miêu tả khoa học đầu tiên năm 1931.